# 2015-ös gyorsasági kajak-kenu világbajnokság
A 2015-ös gyorsasági kajak-kenu világbajnokságot Milánóban, Olaszországban rendezték augusztus 19. és 23. között. Összesen 26 versenyszámban és 12 paraversenyen avattak világbajnokot. Ez a negyvenkettedik kajak-kenu világbajnokság volt. A 26 versenyszám közül 16 olimpiai versenyszám. A 2016. évi nyári olimpiai játékokon nem voltak női kenu versenyszámok.

## Összesített éremtáblázat
Az alábbi táblázat a kajak-kenu és a parakenu összesített éremtáblázatát mutatja.
  *   Rendező
  *   Magyarország
| Helyezés | Ország           | Arany | Ezüst | Bronz | Összesen |
| -------- | ---------------- | ----- | ----- | ----- | -------- |
| 1.       | Németország      | 5     | 3     | 5     | 13       |
| 2.       | Fehéroroszország | 5     | 2     | 3     | 10       |
| 3.       | Ausztrália       | 5     | 2     | 1     | 8        |
| 4.       | Brazília         | 4     | 0     | 5     | 9        |
| 5.       | Magyarország     | 3     | 6     | 6     | 15       |
| 6.       | Nagy-Britannia   | 2     | 6     | 0     | 8        |
| 7.       | Oroszország      | 2     | 3     | 2     | 7        |
| 8.       | Dánia            | 2     | 0     | 0     | 2        |
| 8.       | Új-Zéland        | 2     | 0     | 0     | 2        |
| 10.      | Lengyelország    | 1     | 4     | 2     | 7        |
| 11.      | Csehország       | 1     | 2     | 1     | 4        |
| 12.      | Egyesült Államok | 1     | 1     | 1     | 3        |
| 13.      | Kanada           | 1     | 0     | 1     | 2        |
| 14.      | Bulgária         | 1     | 0     | 0     | 1        |
| 14.      | Románia          | 1     | 0     | 0     | 1        |
| 14.      | Szlovákia        | 1     | 0     | 0     | 1        |
| 14.      | Ausztria         | 1     | 0     | 0     | 1        |
|          |                  |       |       |       |          |
| 18.      | Spanyolország    | 0     | 3     | 1     | 4        |
| 19.      | Szerbia          | 0     | 2     | 2     | 4        |
| 20.      | Ukrajna          | 0     | 1     | 2     | 3        |
| 21.      | Kína             | 0     | 1     | 1     | 2        |
| 21.      | Moldova          | 0     | 1     | 1     | 2        |
| 21.      | Franciaország    | 0     | 1     | 1     | 2        |
|          |                  |       |       |       |          |
| 24.      | Svédország       | 0     | 0     | 1     | 1        |
| 24.      | Portugália       | 0     | 0     | 1     | 1        |
| Összesen | Összesen         | 38    | 38    | 37    | 113      |

## A magyar csapat
A 2015-ös magyar vb-keret tagjai:
| férfiak     | férfiak                                                | férfiak   |
| ----------- | ------------------------------------------------------ | --------- |
| K-1 200     | Dudás Miklós                                           | 11.       |
| K-2 200     | Tótka Sándor Molnár Péter                              | Aranyérem |
| K-1 500     | Hufnágel Tibor                                         | 7.        |
| K-2 500     | Hérics Dávid Somorácz Tamás                            | Bronzérem |
| K-1 1000    | Kugler Attila                                          | 28-36.    |
| K-2 1000    | Nádas Bence Boros Gergely                              | 14.       |
| K-4 1000    | Kammerer Zoltán Tóth Dávid Kulifai Tamás Pauman Dániel | Ezüstérem |
| K-1 5000    | Ceiner Benjámin                                        | 22.       |
| C-1 200     | Hajdu Jonatán                                          | 7.        |
| C-2 200     | Lantos Ádám Nagy Péter                                 | 4.        |
| C-1 500     | Korisánszky Dávid                                      | 7.        |
| C-2 500     | Sarudi Pál Forgó Christopher                           | 4.        |
| C-1 1000    | Vajda Attila                                           | 7.        |
| C-2 1000    | Vasbányai Henrik Mike Róbert                           | Ezüstérem |
| C-4 1000    | Sarudi Pál Kiss Tamás Vass András Varga Dávid          | Bronzérem |
| C-1 5000    | Vajda Attila                                           | 11.       |
| K-1 200 KL1 | Suba Róbert                                            | 12.       |
| K-1 200 KL2 | Bencze János                                           | 8.        |
| K-1 200 KL2 | Rozbora András                                         | 15.       |
| K-1 200 KL2 | Juhász Tamás                                           | 25.       |
| K-1 200 KL3 | Fábián István                                          | 28.       |
| V-1 200 VL1 | Suba Róbert                                            | Bronzérem |
| V-1 200 VL2 | Suha Miklós                                            | 5.        |
| V-1 200 VL3 | Geri Dániel                                            | Bronzérem |
| V-1 200 VL3 | Horváth Gyula                                          | 12.       |

| nők         | nők                                                            | nők       |
| ----------- | -------------------------------------------------------------- | --------- |
| K-1 200     | Vad Ninetta                                                    | 9.        |
| K-2 200     | Homonnai Luca Dusev-Janics Natasa                              | Ezüstérem |
| K-1 500     | Kárász Anna                                                    | Ezüstérem |
| K-2 500     | Szabó Gabriella Kozák Danuta                                   | Aranyérem |
| K-4 500     | Szabó Gabriella Kozák Danuta Fazekas-Zur Krisztina Kárász Anna | Ezüstérem |
| K-1 1000    | Medveczky Erika                                                | Aranyérem |
| K-2 1000    | Sarudi Alíz Bodonyi Dóra                                       | Bronzérem |
| K-1 5000    | Medveczky Erika                                                | 4.        |
| C-1 200     | Takács Kincső                                                  | Ezüstérem |
| C-2 500     | Takács Kincső Lakatos Zsanett                                  | Bronzérem |
| K-1 200 KL1 | Váczi Anita                                                    | 5.        |
| K-1 200 KL2 | Varga Katalin                                                  | 10.       |
| V-1 200 VL2 | Molnárné Tóth Julianna                                         | 6.        |

## Kajak-kenu

### Éremtáblázat
Az alábbi táblázat a kajak-kenu éremtáblázatát mutatja.
  *   Rendező
  *   Magyarország
| Helyezés | Ország           | Arany | Ezüst | Bronz | Összesen |
| -------- | ---------------- | ----- | ----- | ----- | -------- |
| 1.       | Fehéroroszország | 5     | 2     | 3     | 10       |
| 2.       | Németország      | 4     | 2     | 4     | 10       |
| 3.       | Magyarország     | 3     | 6     | 4     | 13       |
| 4.       | Oroszország      | 2     | 2     | 1     | 5        |
| 5.       | Ausztrália       | 2     | 1     | 0     | 3        |
| 6.       | Dánia            | 2     | 0     | 0     | 2        |
| 6.       | Új-Zéland        | 2     | 0     | 0     | 2        |
| 8.       | Csehország       | 1     | 2     | 1     | 4        |
| 9.       | Brazília         | 1     | 0     | 1     | 2        |
| 9.       | Kanada           | 1     | 0     | 1     | 2        |
| 11.      | Bulgária         | 1     | 0     | 0     | 1        |
| 11.      | Románia          | 1     | 0     | 0     | 1        |
| 11.      | Szlovákia        | 1     | 0     | 0     | 1        |
|          |                  |       |       |       |          |
| 14.      | Lengyelország    | 0     | 2     | 2     | 4        |
| 14.      | Szerbia          | 0     | 2     | 2     | 4        |
| 16.      | Spanyolország    | 0     | 2     | 1     | 3        |
| 17.      | Ukrajna          | 0     | 1     | 1     | 2        |
| 17.      | Kína             | 0     | 1     | 1     | 2        |
| 17.      | Moldova          | 0     | 1     | 1     | 2        |
| 20.      | Nagy-Britannia   | 0     | 1     | 0     | 1        |
| 20.      | Franciaország    | 0     | 1     | 0     | 1        |
|          |                  |       |       |       |          |
| 22.      | Egyesült Államok | 0     | 0     | 1     | 1        |
| 22.      | Svédország       | 0     | 0     | 1     | 1        |
| 22.      | Portugália       | 0     | 0     | 1     | 1        |
| Összesen | Összesen         | 26    | 26    | 26    | 78       |

### Férfiak

#### Kajak
*   Olimpiai kvótaszerző versenyszám
| Versenyszám | Arany                                                            | Arany    | Ezüst                                                                       | Ezüst    | Bronz                                                                | Bronz    |
| ----------- | ---------------------------------------------------------------- | -------- | --------------------------------------------------------------------------- | -------- | -------------------------------------------------------------------- | -------- |
| K–1, 200 m  | Mark De Jonge · Kanada                                           | 34,802   | Maxime Beaumont · Franciaország                                             | 34,993   | Petter Menning · Svédország                                          | 35,002   |
| K–1, 500 m  | René Holten Poulsen · Dánia                                      | 1:39,407 | Tom Liebscher · Németország                                                 | 1:39,893 | Roman Anoskin · Oroszország                                          | 1:40,770 |
| K–1, 1000 m | René Holten Poulsen · Dánia                                      | 3:25,815 | Josef Dostál · Csehország                                                   | 3:26,298 | Fernando Pimenta · Portugália                                        | 3:26,535 |
| K–1, 5000 m | Ken Wallace · Ausztrália                                         | 19:54,46 | Max Hoff · Németország                                                      | 19:57,57 | Aleh Jurenya · Fehéroroszország                                      | 20:11,91 |
| K–2, 200 m  | Tótka Sándor · Molnár Péter · Magyarország                       | 30,935   | Jurij Posztrigaj · Alekszandr Gyjacsenko · Oroszország                      | 30,966   | Nebojša Grujić · Marko Novaković · Szerbia                           | 31,046   |
| K–2, 500 m  | Kenny Wallace · Lachlan Tame · Ausztrália                        | 1:29,216 | Marcus Walz · Diego Cosgaya · Spanyolország                                 | 1:30,004 | Hérics Dávid · Somorácz Tamás · Magyarország                         | 1:30,524 |
| K–2, 1000 m | Max Rendschmidt · Marcus Gross · Németország                     | 3:10,175 | Kenny Wallace · Lachlan Tame · Ausztrália                                   | 3:11,132 | Marko Tomićević · Milenko Zorić · Szerbia                            | 3:11,502 |
| K–4, 1000 m | Szlovákia · Denis Mysak · Vlček Erik · Tarr György · Linka Tibor | 2:56,102 | Magyarország · Kammerer Zoltán · Tóth Dávid · Kulifai Tamás · Pauman Dániel | 2:56,902 | Csehország · Daniel Havel · Lukas Trefil · Josef Dostál · Jan Sterba | 2:58,139 |

#### Kenu
*   Olimpiai kvótaszerző versenyszám
| Versenyszám | Arany                                                                         | Arany    | Ezüst                                                                                         | Ezüst    | Bronz                                                                | Bronz    |
| ----------- | ----------------------------------------------------------------------------- | -------- | --------------------------------------------------------------------------------------------- | -------- | -------------------------------------------------------------------- | -------- |
| C–1, 200 m  | Arcem Kozir · Fehéroroszország                                                | 38,605   | Csang Li · Kína                                                                               | 38,815   | I. Queiroz dos Santos · Brazília                                     | 38,915   |
| C–1, 500 m  | Martin Fuksa · Csehország                                                     | 1:51,004 | Oleg Tarnovschi · Moldova                                                                     | 1:51,670 | Makszim Pjatrou · Fehéroroszország                                   | 1:53,130 |
| C–1, 1000 m | Sebastien Brendel · Németország                                               | 3:48,956 | Martin Fuksa · Csehország                                                                     | 3:48,973 | Serghei Tarnovschi · Moldova                                         | 3:51,583 |
| C–1, 5000 m | Sebastian Brendel · Németország                                               | 23:03,32 | Manuel Antonio Campos · Spanyolország                                                         | 23:04,30 | Mateusz Kaminski · Lengyelország                                     | 23:05,54 |
| C–2, 200 m  | Alekszej Korovaskov · Ivan Stil · Oroszország                                 | 36,347   | Gleb Szaladuha · Dzjanyis Mahlai · Fehéroroszország                                           | 37,516   | Robert Nuck · Stefan Holtz · Németország                             | 37,750   |
| C–2, 500 m  | Pavel Petrov · Mihail Pavlov · Oroszország                                    | 1:42,035 | Wiktor Glazunow · Vincent Słominski · Lengyelország                                           | 1:42,575 | Dmitro Jancsuk · Tarasz Miscsuk · Ukrajna                            | 1:42,759 |
| C–2, 1000 m | Erlon De Souza Silva · I. Queiroz dos Santos · Brazília                       | 3:38,508 | Vasbányai Henrik · Mike Róbert · Magyarország                                                 | 3:38,836 | Piotr Kuleta · Marcin Grzybowski · Lengyelország                     | 3:39,305 |
| C–4, 1000 m | Románia · Leonid Carp · Petre Condrat · Iosif Chirilă · Stefan Andrei Strat · | 3:23,202 | Oroszország · Gyenyisz Kovalenko · Gyenyisz Kamerilov · Vitalij Vergelesz · Eduard Semetilo · | 3:23,882 | Magyarország · Sarudi Pál · Kiss Tamás · Vass András · Varga Dávid · | 3:24,442 |

### Nők

#### Kajak
*   Olimpiai kvótaszerző versenyszám
| Versenyszám | Arany                                                                                         | Arany    | Ezüst                                                                               | Ezüst    | Bronz                                                                       | Bronz    |
| ----------- | --------------------------------------------------------------------------------------------- | -------- | ----------------------------------------------------------------------------------- | -------- | --------------------------------------------------------------------------- | -------- |
| K–1, 200 m  | Lisa Carrington · Új-Zéland                                                                   | 40,060   | Marta Walczykiewicz · Lengyelország                                                 | 40,700   | Teresa Portela · Spanyolország                                              | 41,248   |
| K–1, 500 m  | Lisa Carrington · Új-Zéland                                                                   | 1:49,398 | Kárász Anna · Magyarország                                                          | 1:51,125 | Csu Ju · Kína                                                               | 1:51,478 |
| K–1, 1000 m | Medveczky Erika · Magyarország                                                                | 4:04,037 | Kristina Bedeč · Szerbia                                                            | 4:06,397 | Margaret Hogan · Egyesült Államok                                           | 4:07,414 |
| K–1, 5000 m | Marina Litvincsuk · Fehéroroszország                                                          | 22:36,06 | Lani Belcher · Nagy-Britannia                                                       | 22:40,02 | Emilie Fournel · Kanada                                                     | 22:43,59 |
| K–2, 200 m  | Marharita Mahnyeva · Marina Litvincsuk · Fehéroroszország                                     | 38,477   | Homonnai Luca · Dusev-Janics Natasa · Magyarország                                  | 38,659   | Sabrina Hering · Steffi Kriegerstein · Németország                          | 39,488   |
| K–2, 500 m  | Szabó Gabriella · Kozák Danuta · Magyarország                                                 | 1:39,865 | Milica Starović · Dalma Ružičić-Benedek · Szerbia                                   | 1:41,075 | Franzisca Weber · Tina Dietze · Németország                                 | 1:41,335 |
| K–2, 1000 m | Sabrina Hering · Steffi Kriegerstein · Németország                                            | 3:37,646 | Szofija Jurcsanka · Alekszandra Grisina · Fehéroroszország                          | 3:38,699 | Sarudi Alíz · Bodonyi Dóra · Magyarország                                   | 3:41,089 |
| K–4, 500 m  | Fehéroroszország · Marharita Mahnyeva · Nadzeja Ljapeska · Volha Hudzenka · Marina Litvincsuk | 1:33,953 | Magyarország · Szabó Gabriella · Kozák Danuta · Fazekas-Zur Krisztina · Kárász Anna | 1:34,267 | Németország · Franzisca Weber · Conny Wassmuth · Verena Hantl · Tina Dietze | 1:34,890 |

#### Kenu
| Versenyszám | Arany                                                 | Arany    | Ezüst                                              | Ezüst    | Bronz                                          | Bronz    |
| ----------- | ----------------------------------------------------- | -------- | -------------------------------------------------- | -------- | ---------------------------------------------- | -------- |
| C–1, 200 m  | Sztanilija Sztamenova · Bulgária                      | 48,717   | Takács Kincső · Magyarország                       | 48,817   | Kamila Bobr · Fehéroroszország                 | 49,225   |
| C–2, 500 m  | Darina Kaszciucsenka · Kamila Bobr · Fehéroroszország | 2:00,675 | Marija Kazakova · Oleszja Romaszenko · Oroszország | 2:01,798 | Takács Kincső · Lakatos Zsanett · Magyarország | 2:02,788 |

## Parakenu

### Éremtáblázat
Az alábbi táblázat a parakenu éremtáblázatát mutatja.
| Helyezés | Ország             | Arany | Ezüst | Bronz | Összesen |
| -------- | ------------------ | ----- | ----- | ----- | -------- |
| 1.       | Ausztrália         | 3     | 1     | 1     | 5        |
| 2.       | Brazília           | 3     | 0     | 4     | 7        |
| 3.       | Egyesült Királyság | 2     | 5     | 0     | 7        |
| 4.       | Lengyelország      | 1     | 2     | 0     | 3        |
| 5.       | Németország        | 1     | 1     | 1     | 3        |
| 6.       | Egyesült Államok   | 1     | 1     | 0     | 2        |
| 7.       | Ausztria           | 1     | 0     | 0     | 1        |
|          |                    |       |       |       |          |
| 8.       | Oroszország        | 0     | 1     | 1     | 2        |
| 9.       | Spanyolország      | 0     | 1     | 0     | 1        |
|          |                    |       |       |       |          |
| 10.      | Magyarország       | 0     | 0     | 2     | 2        |
| 11.      | Franciaország      | 0     | 0     | 1     | 1        |
| 11.      | Ukrajna            | 0     | 0     | 1     | 1        |
| Összesen | Összesen           | 12    | 12    | 11    | 35       |

### Férfi
| Versenyszám     | Arany                               | Arany  | Ezüst                               | Ezüst  | Bronz                                  | Bronz    |
| --------------- | ----------------------------------- | ------ | ----------------------------------- | ------ | -------------------------------------- | -------- |
| K–1, 200 m, KL1 | Luis Cardoso da Silva · Brazília    | 50,863 | Jakub Tokarz · Lengyelország        | 52,553 | Fernando Fernandes de Padua · Brazília | 52,970   |
| K–1, 200 m, KL2 | Markus Swoboda · Ausztria           | 42,542 | Curtis McGrath · Ausztrália         | 43,185 | Fernando Rufino de Paulo · Brazília    | 43,415   |
| K–1, 200 m, KL3 | Tom Kierey · Németország            | 39,270 | Robert Oliver · Egyesült Királyság  | 39,739 | Leonid Krylov · Oroszország            | 39,784   |
| V–1, 200 m, VL1 | Luis Cardoso da Silva · Brazília    | 57,912 | Jakub Tokarz · Lengyelország        | 58,639 | Suba Róbert · Magyarország             | 1:02,919 |
| V–1, 200 m, VL2 | Curtis McGrath · Ausztrália         | 49,489 | Javier Reja · Spanyolország         | 52,205 | Ivo Kilian · Németország               | 53,985   |
| V–1, 200 m, VL3 | Caio Ribeiro de Carvalho · Brazília | 50,656 | Jonathan Young · Egyesült Királyság | 51,058 | Geri Dániel · Magyarország             | 52,311   |

### Női
| Versenyszám     | Arany                                     | Arany    | Ezüst                                | Ezüst    | Bronz                              | Bronz         |
| --------------- | ----------------------------------------- | -------- | ------------------------------------ | -------- | ---------------------------------- | ------------- |
| K–1, 200 m, KL1 | Jeanette Chippington · Egyesült Királyság | 56,865   | Edina Muller · Németország           | 57,513   | Svitlana Kupriianova · Ukrajna     | 59,365        |
| K–1, 200 m, KL2 | Emma Wiggs · Egyesült Királyság           | 53,023   | Nicola Paterson · Egyesült Királyság | 54,521   | Susan Seipel · Ausztrália          | 55,616        |
| K–1, 200 m, KL3 | Amanda Reynolds · Ausztrália              | 50,501   | Anne Dickins · Egyesült Királyság    | 50,521   | Cindy Moreau · Franciaország       | 50,915        |
| V–1, 200 m, VL1 | Katarzyna Laskiewicz · Lengyelország      | 1:15,299 | Ann Yoshida · Egyesült Államok       | 1:18,539 | nem osztottak                      | nem osztottak |
| V–1, 200 m, VL2 | Susan Seipel · Ausztrália                 | 59,916   | Nadezda Andreeva · Oroszország       | 1:04,289 | Raiza Ribeiro Benivides · Brazília | 1:05,536      |
| V–1, 200 m, VL3 | Anja Pierce · Egyesült Államok            | 1:02,536 | Frances Bateman · Egyesült Királyság | 1:03,208 | Aline Souza Lopes · Brazília       | 1:05,432      |